# Seznam religij in duhovnih tradicij
Seznam religij. 

## Seznam
- krščanstvo
  - katolištvo
  - protestantizem
  - pravoslavje
- islam
- hinduizem
- konfucianizem
- budizem
- taoizem
- šintoizem
- judovstvo
- sikhizem
- džainizem
- babizem
- bahajstvo
- zaratustrstvo
- scientologija